# Bogliasco (stacja kolejowa)
Bogliasco (wł: Stazione di Bogliasco) – stacja kolejowa w Bogliasco, w regionie Liguria, we Włoszech. Znajdują się tu 2 perony.